# Frampol
Frampol è un comune urbano-rurale polacco del distretto di Biłgoraj, nel voivodato di Lublino.
Ricopre una superficie di 107,61 km² e nel 2006 contava 6 497 abitanti.
La città fu distrutta nel 1939 dalla Luftwaffe.
A Frampol sono ambientati alcuni racconti scritti dal Premio Nobel Isaac Bashevis Singer, come Gimpel l'idiota e Il gentiluomo di Cracovia.